# 李莞
李莞（韓語：이완，1984年1月3日—），韓國男演員。本名為金亨洙，他有兩個姊姊，二姊是韓國的知名演員金泰希，姊弟曾演出同一部電視劇《天國的階梯》，父親金裕文是知名物流公司「韓國通運」的董事長。
李莞曾被批评为空有外表的「花瓶男星」，但《天国的树》让他大翻身，播出后获得广泛好评。
2010年7月12日入伍，2012年4月23日役滿退伍。2019年12月28日與小4歲的韓國高爾夫球天后李寶美結婚。

## 影視作品

### 電視劇
- 2003年：SBS《金粉佳人（朝鲜语：요조숙녀）》飾演 南慶碩
- 2003年：SBS《天國的階梯》飾演 韓泰華（童年）
- 2004年：KBS《白雪公主》飾演 韓賢宇
- 2004年：SBS《大小姐們（朝鲜语：작은 아씨들 (드라마)）》飾演 車日道
- 2005年：SBS《來去海邊》飾演 張泰風
- 2006年：SBS《天國之樹》飾演 韓允錫
- 2007年：CX《木蘭花下》飾演 振英
- 2007年：KBS《仁順真漂亮》飾演 張根秀
- 2008年：中國《愛在首爾》
- 2009年：SBS《吞噬太陽》飾演 張泰赫
- 2013年：NAVER tvcast《因為尚未分手》飾演 金仁哲
- 2016年：SBS《我們的甲順》飾演 申世杰
- 2023年：SBS《全國死刑公投》飾演 鄭進旭／鄭善護

### 電影
- 2006年：《到那時我決定去死》
- 2008年：《鵝之夢》 飾演 鄭宇
- 2008年：《少年不哭》 飾演 鐘鬥
- 2015年：《延坪海戰》 飾演 李熙皖（朝鲜语：이희완 (군인)）
- 2021年：《電影街》 飾演 車導演

### MV
- 2003年：The Jun《只是》（與金柱赫、金泰希）
- 2004年：Vintage Blue《愛是…愛是…》（與南相美）
- 2004年：Vibe《看着照片》
- 2005年：Position《只要有你在世上》（與韓孝周）
- 2007年：Tei《相同的枕頭》（與Clara）
- 2007年：Tei《眼淚》

## 綜藝節目
- 2014年：MBC《巴西世界盃特輯－偶像五人制足球世界盃》

## 獲獎列表
- 2004年：KBS演技大賞－新人賞
- 2004年：SBS演技大賞－新星賞
- 2007年：第3屆安德烈金最佳明星獎－明星獎
- 2009年：第4屆安德烈金最佳明星獎－明星獎